# Erich Ledwinka
Erich Ledwinka (* 16. Juli 1904 in Klosterneuburg, Niederösterreich; † 23. Februar 1992) war ein österreichischer Autokonstrukteur.

## Leben
Erich Ledwinka, der Sohn des Konstrukteurs Hans Ledwinka studierte Maschinenbau und absolvierte seine Praxis in den Tatra-Werken in Kopřivnice in der Tschechoslowakei, wo auch sein Vater leitend arbeitete. Von 1937 bis 1940 war er Chefkonstrukteur bei Bücker Flugzeugbau in Berlin. In der Zeit bis zum Kriegsende war er Leiter der Konstruktion bei Tatra.
Nach dem Zweiten Weltkrieg war eine Weiterarbeit bei Tatra als Österreicher nicht mehr möglich und so holte ihn Wilhelm Rösche, der technische Direktor in Graz-Thondorf, als Konstrukteur zu Steyr-Daimler-Puch, wo er später Chefingenieur wurde. Diese Position nahm er von 1950 bis 1976 ein.
Zu seinen Entwicklungen zählen der luftgekühlte Motor des Puch 500 genauso wie der Haflinger oder der Pinzgauer. Er gilt als der Vater der Vierradtechnik bei Steyr.
Als Begleitausstellung zur Niederösterreichischen Landesausstellung 2009 war eine Ausstellung unter dem Titel „Hans und Erich Ledwinka – vom Tatra 11 zum Puch G“ unter Mitarbeit des Tatra-Museums Kopřivnice, des Technischen Museums Prag sowie des Technischen Museums Wien fest geplant. Sie musste aber kurzfristig abgesagt werden.

## Entwicklungsbeteiligung
Nachfolgend Bilder von Fahrzeugen, an deren Entwicklungsprojekten Erich Ledwinka unter anderem beteiligt war:

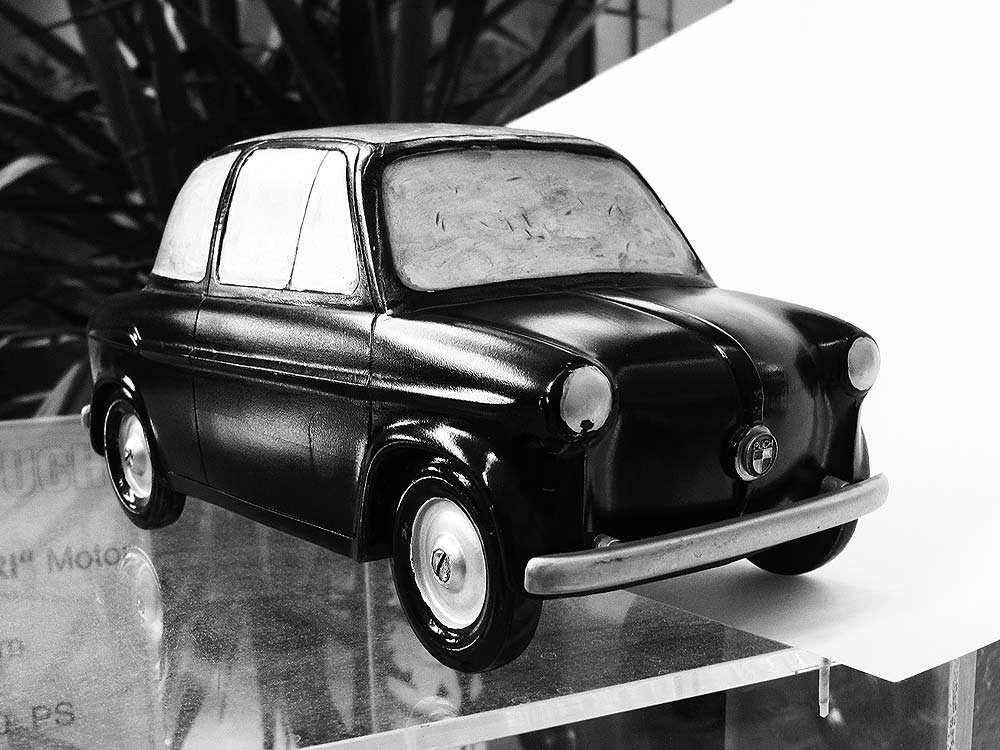
Puch-U3-Holzmodell, Vorstudie zum Puch 500
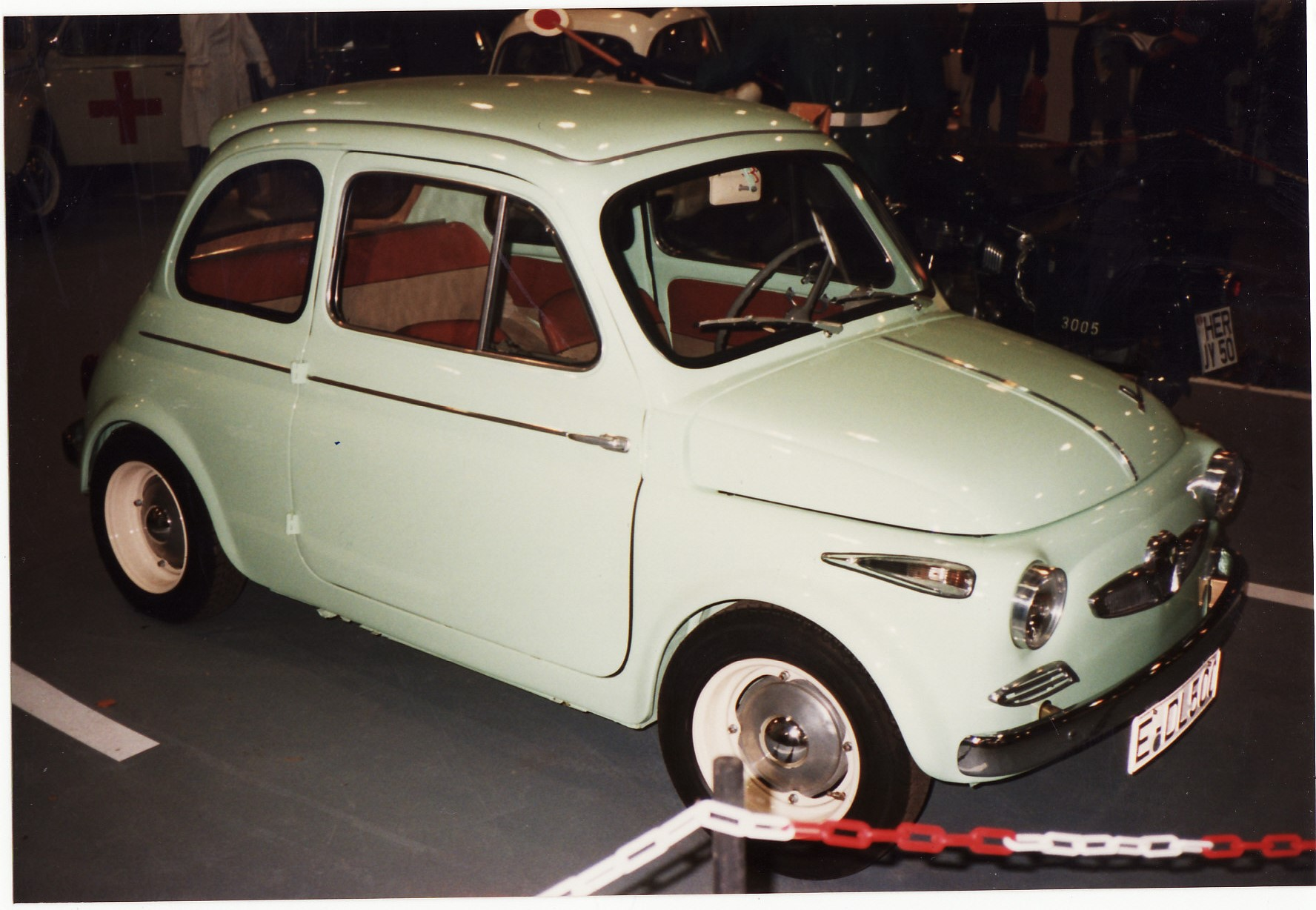
Puch 500, gebaut in Graz
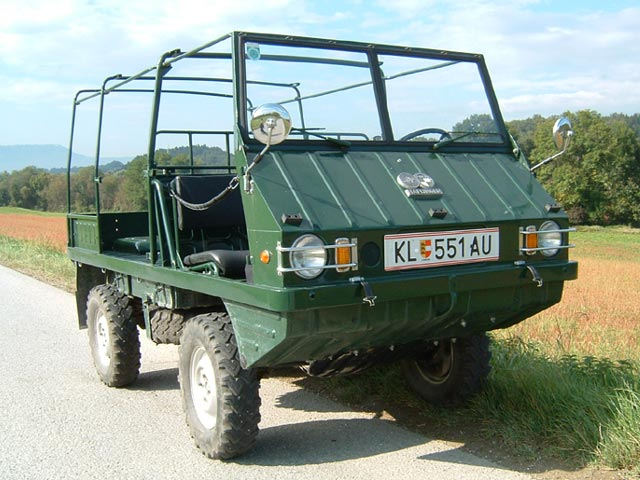
Steyr-Puch Haflinger
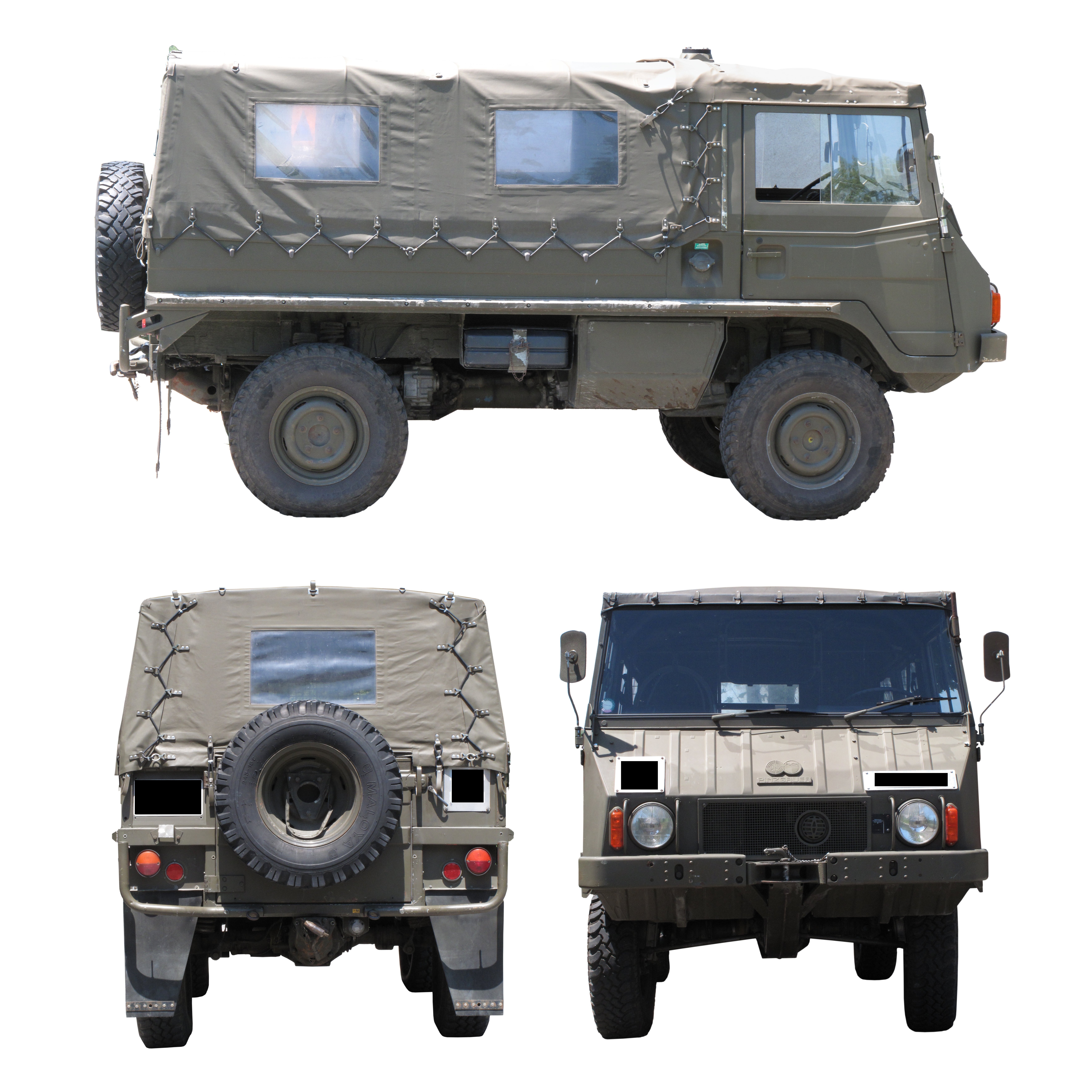
Steyr-Puch Pinzgauer
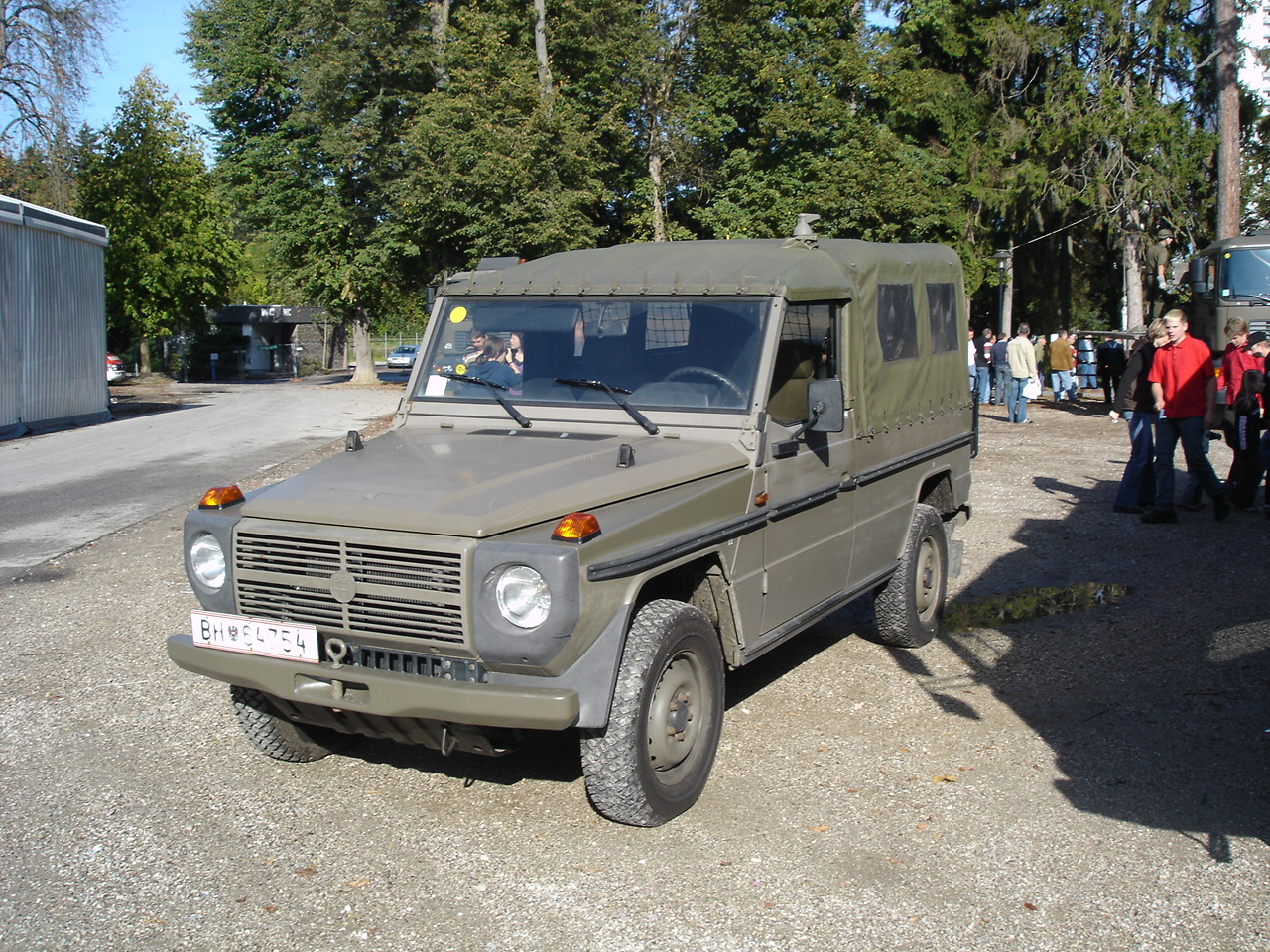
Puch G beim Bundesheer, Entwicklung mit Mercedes-Benz